# 공무원 및 사립학교 교직원 의료보험제도
공무원 및 사립학교 교직원 의료보험제도(公務員－私立學校敎職員醫療保險制度)는 공무원·사립학교 교직원 및 그 부양가족의 질병·부상·분만·사망 등에 대하여 보험급여를 실시함으로써 그들의 건강을 향상시키고 사회보장의 증진을 도모하는 데 그 목적이 있다. 그리고 이 의료보험 사업은 보건복지부 장관이 관장한다.

## 연혁
- 1977년 12월 31일: 공무원 및 사립학교교직원 의료보험법 제정.
- 1978년 7월 1일: 공무원 및 사립학교교직원 의료보험법 시행.
- 1978년 8월 11일: 공무원 및 사립학교교직원 의료보험관리공단 설립.
- 1979년 1월 1일: 공무원, 사립학교 교직원 의료보험 실시.
- 1997년 12월 31일: 공무원 및 사립학교교직원 의료보험법 폐지.[1]
- 1998년 10월 1일: 공무원 및 사립학교 교직원 의료보험관리공단과 227개 지역의료보험조합이 국민의료보험관리공단으로 통합.[2]

## 의료보험 적용대상
피보험대상은 공무원·교직원 및 연금 수급자인데 다음에 해당하는 자는 제외된다.
- 첫째, 하사(단기목무자에 한하여), 병(兵) 및 무관후보생인 군인.
- 둘째, 선거에 의하여 취임하는 공무원으로서 대통령령으로 정하는 자.
- 셋째, 임시직 등의 공무원 또는 교직원으로서 대통령령으로 정하는 자.
- 넷째, 의료보험법 제5조 제2항의 규정에 의하여 동법에 의한 의료보험의 피보험대상이 되는 연금수급자.

보험자는 공무원 및 사립학교 교직원 의료보험 관리공단으로서 피보험자에 관한 기록 및 관리유지, 보험료 징수, 보험급여의 결정 및 지급, 보험급여비용의 심사, 다른 법률에 의하여 지급되는 진료비용의 심사에 관하여 위탁받은 업무, 자산의 관리·운영 및 증식사업, 의료시설 또는 복지시설의 설치·운영 등 의료보험에 관하여 필요한 사항에 대한 업무를 관장한다.

## 의료보험료
공무원인 피보험자의 보험료는 피보험자와 정부가 각각 보험료액의 100분의 50을 부담한다. 그리고 교직원인 피보험자의 보험료는 피보험자·학교경영자·정부가 각각 보험료액의 100분의 50·100분의 30 및 100분의 20을 부담한다.
연금수급자인 피보험자의 보험료는 피보험자와 당해 연금기금 또는 사립학교 교원연금관리공단이 각각 보험료액의 100분의 50을 부담한다.